# Ortel (hudební skupina)
Ortel je rocková skupina Tomáše Ortela, která je médii označována za kontroverzní a xenofobní. V letech 2015 a 2016 kapela v anketě Český slavík získala stříbrné slavíky v kategorii Skupina.

## Skupina

### Historie
Tomáš Ortel (rodným jménem Tomáš Hnídek) po opuštění neonacistické hudební skupiny Conflict 88 založil v roce 2002 vlastní skupinu Ortel. Podle vlastního vyjádření jej k založení vedla nespokojenost po 17. listopadu a touha upozornit lidi na to, před čím by raději zavírali oči. V rozhovorech o kapele mluví jako o nepolitické skupině, považuje ji za vlasteneckou, zároveň je proti stávajícímu systému, včetně starostů a pohlavárů ve městech. Skupina popírá spojitost s neonacisty, dle Tomáše Ortela kapela jen vypovídá o skutečném stavu naší země a budí v lidech vlastenecké cítění. Nemyslí si, že by pichlavé texty určovaly kapelu jako nenávistnou.
Delší dobu byla skupina okrajovou formací, kterou téměř nikdo neznal. První vzestup zaznamenala, když si skladbu Hadr vybrala Dělnická strana jako svoji hymnu: skupina místo pro 10–20 posluchačů hraje náhle v zaplněných klubech. Na výsluní ji vynesla její reakce na uprchlickou vlnu v podobě antiuprchlické rétoriky a úspěch v anketě Český slavík, dle D. Balšínka umístění v anketě skupinu fakticky etablovalo v české populární hudbě. Hudební publicista Karel Veselý připisuje podíl na vzestupu médiím, která se pohoršovala nad popularitou skupiny, čímž skupinu zviditelnila mezi podobnými sestavami.

### Členové

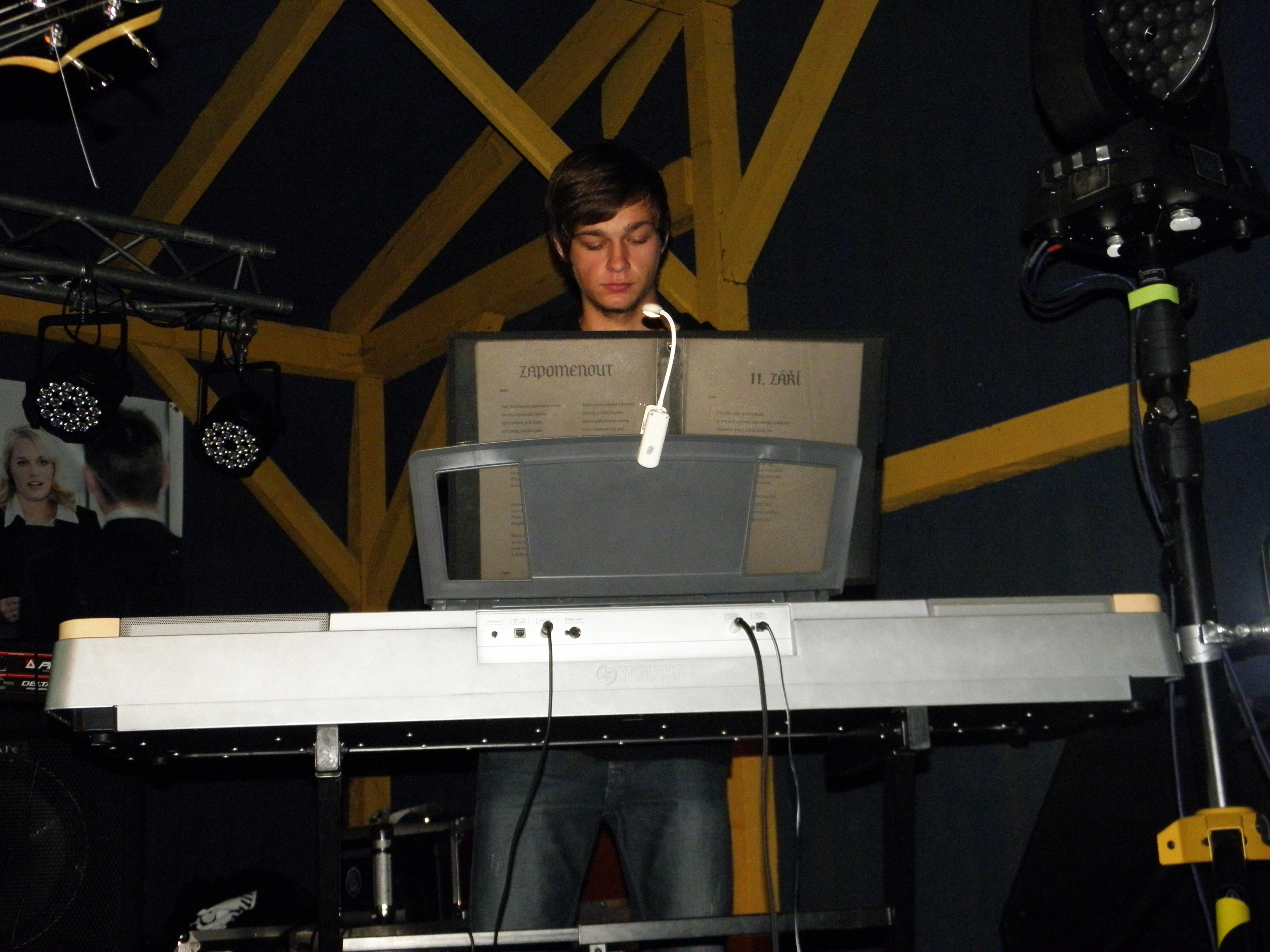
Adam Karas za klávesami

- Tomáš Ortel – zpěv, kytara
- Ota – kytara
- Míra – bicí
- Jaroslav – baskytara

bývalí členové
- Lucie Běhounková – klávesy, zpěv[20]
- Karlos[21]– kytara
- Adam – klávesy
- Balů – kytara

### Vizuální identita
Název skupiny je uváděn majuskulemi moderní interpretace anglického gotického písma dekorativního typu, čemuž odpovídají řezy písma „Old English“. Písmena jsou na spodní straně obohacená odkapávajícími kapkami, v některých případech je použit přímo řez písma „Blood Of Dracula“. Někdy je název doplněn podtitulem „říkají mi válka, taky nenávist a zlost“.
Logo skupiny tvoří lidská lebka (umrlčí) na pozadí zkřížených dlouhých kostí. Lebka je zachycená zepředu, se spodní čelistí a na čele s heraldickým českým lvem, jehož konce ocasů jsou stočené od těla. Podle Tomáše Ortela je odkazem našich předků bojujících za naši zem. R. Banga logo označil za zjevnou propagaci nacismu, neboť umrlčí lebky s hnáty bez lvů byly symbolem jednotek SS. dle novináře Jana Čápa logo odkazuje spíše na rebelství a vzdor pirátů, vysuzovat z loga sympatie k jednotkám SS je mylné.
Skupina používá pro vizuální identifikaci i další symboly a to pěst se srdcem, tlapatý kříž a několik sloganů. Na prvním jmenovaném je na pozadí červeného puklého symbolu srdce zobrazena sevřená bílá pěst pravé ruky zachycená zepředu a svírající dva zkřížené ostnaté dráty. Tlapatý kříž je užíván ve variantě s dovnitř prohnutými rameny, která je svým tvarem podobná pruskému Železnému kříži. Kříž se používá v prosté obrysové lince, nebo vyplněný červenou barvou či s vepsaným, deformovaným názvem skupiny. Symboly někdy doprovází text „rock against injustice“.
Z barev je užívána černá, bílá a červená, méně pak šedá.

### Podpora charitativních projektů
Skupina podpořila v roce 2014 nadaci Dobrý anděl, když vyzvala své fanoušky, aby se stali dobrými anděli. Nadace, která pomáhá prostřednictvím dárcům rodinám s dětmi nemocnými rakovinou, získala díky kapele desítky nových dárců. Z popudu Libora Šíby bylo logo nadace uvedeno i na propagačních materiálech Megakoncertu, ale po stížnostech veřejnosti a držitele licence byla tato spolupráce ze strany nadace ukončena. Kapela v letech 2015 a 2016 vystoupila na charitativním festivalu „Rockové léto“, které se každoročně koná v Července u Litovle pro podporu pacientského edukačního onkologického programu.

## Kontroverze

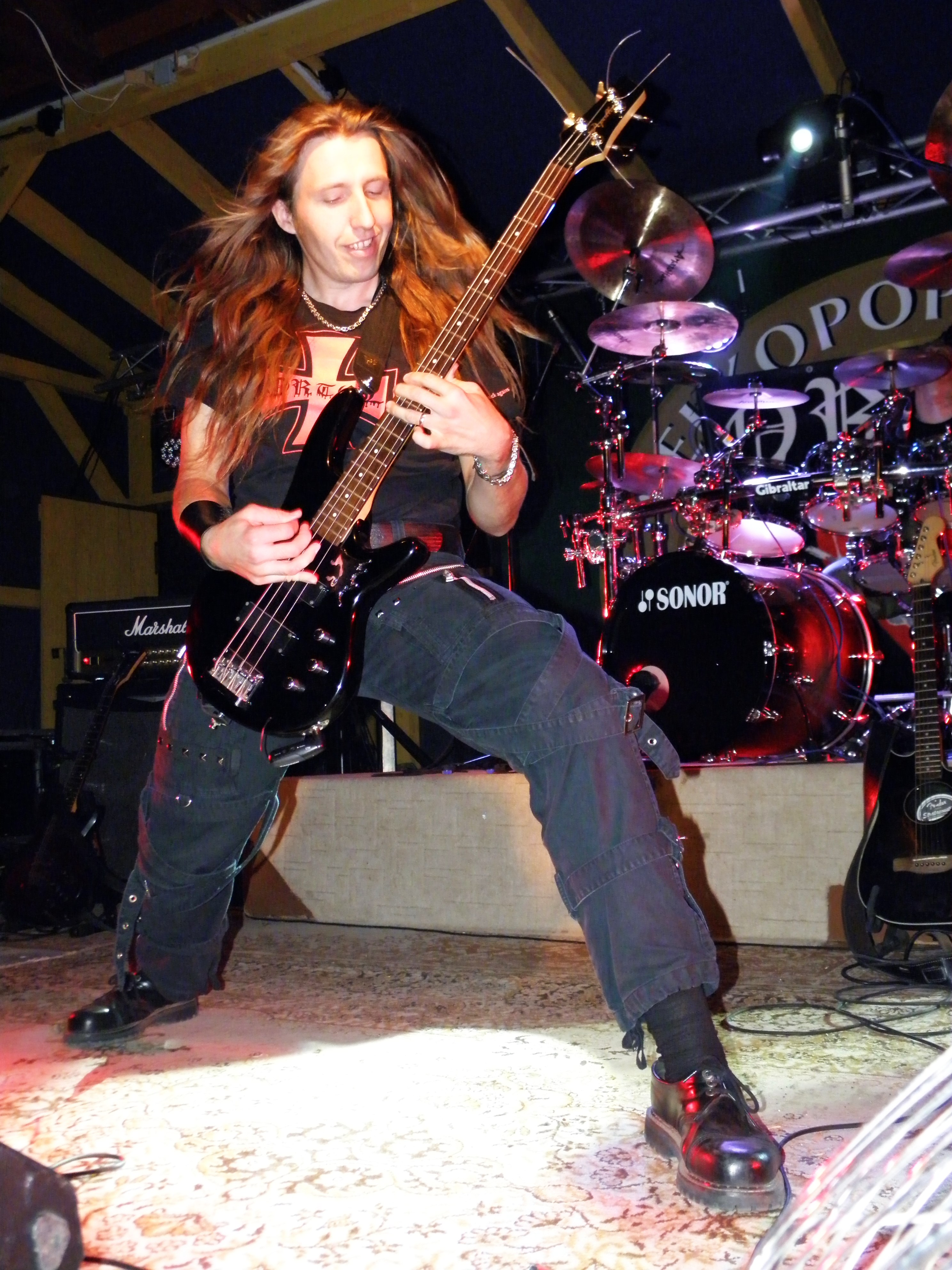
Baskytarista Otakar Vrba

Ministerstvo vnitra ve své zprávě o extremismu v roce 2015 označuje skupinu jako pravicově extremistickou. Podle politologa Miroslava Mareše, odborníka na extrémismus, však Ortel není takovou hudební skupinou, jakou bylo zvykem v minulosti označovat za extrémistickou. Publikum Ortelu tvořili a nadále zčásti tvoří sympatizanti krajní pravice, oblíbený je mezi neonacisty. Skupina je spojována s krajní pravicí, dokladem čehož je např. opakované vystupování lídra skupiny Tomáše Ortela na shromážděních nacionalistické strany Národní demokracie vedené Adamem B. Bartošem v roce 2015 či naopak výzva této strany svým příznivcům k poslání hlasů Ortelu v anketě Český slavík. Píseň „Hadr“ z prvního alba Nevinnej (2007) si osvojila později rozpuštěná Dělnická strana (následně i DSSS) jako svou oficiální hymnu, s čímž skupina Ortel dodatečně souhlasila. Milan Trachta (známý jako Banán) z Radia Wave v roce 2011 uvedl, že skupina hrála na srazech a koncertech Dělnické strany a při nejmenším sympatizuje s programem strany. Podle záznamů na serveru YouTube hrála skupina na koncertech i některé písně skupiny Conflict 88, např. „Vrať se k nám“ nebo „Krásné časy“. Skupina se v reakci na zvýšený zájem médií i policie v červnu 2010 na svých webových stránkách od neonacistů distancovala.
Po ocenění Ortelu v anketě Český slavík 2016 upozornil dokumentarista Vít Klusák, že na březnovém koncertu skupiny ve Frýdku-Místku někteří návštěvníci v předsálí hajlovali, pokřikovali nacistické Sieg Heil, mluvili o bílé rase, zaznělo i „cikánům a všem, ať chcípnou, svině“. Česká televize v pořadu 168 hodin odvysílala reportáž s ukázkami z Klusákova připravovaného dokumentu dokazující jeho slova. V reakci na reportáž Tomáš Ortel prohlásil: „Hajlování nám vadí. Hajlujícího fanouška bych určitě napomenul.“ Vyjádřil i přesvědčení, že pokud by se na policejně sledovaných koncertech jednalo o pravidelné dění, jistě by již nehráli.
Koncerty Ortelu zkoumalo ministerstvo vnitra v pravidelné zprávě o extremismu, podle níž je Ortel příkladem trendu, kdy texty písní sice inklinují k pravicovému extremismu, jsou však formulovány tak, aby interpretům nehrozil trestní postih. Podle Jana Charváta z Fakulty sociálních věd Univerzity Karlovy, specialisty na extremistickou hudební scénu, se v textech Tomáše Ortela neonacismus nenachází. Podle Charváta ortodoxní neonacistická scéna Ortelem absolutně pohrdá, považují jej za šaška bez hrdosti vystupujícího za peníze. Zpráva Ministerstva vnitra též uvádí distancování tvrdého jádra neonacistů od Ortelu a to pro umírněnější produkci.
Skladba „Mešita“ z pozdějšího stejnojmenného alba vyvolala pobouření ze strany muslimské obce v Česku, píseň je populární na neonacistických demonstracích a protiuprchlických shromážděních.
Skupina je na základě výše uvedeného médii často označována jako kontroverzní či přímo xenofobní, rasistická, náckovská, populistická, případně jako radikální či problémová, popř. jsou za xenofobní či rasistické označovány texty písní. Kulturní publicistka Jana Machalická skupinu nepovažuje za bigbíťáky, ale rovnou za „maskované nácky“, Vít Klusák je označil za „malé zakuklené fašounky“.

### Úvahy o možném zákazu skupiny
V souvislosti s texty písní skupiny se objevují úvahy, zda by měla být zakázána. Podle právníka Aleše Rozehnala se v případě Ortelu jedná o projev umělecké, popř. rádobyumělecké svobody projevu, neboť ta více než politická svoboda projevu obsahuje právo šokovat, znechutit, útočit či urážet. Ve svobodné společnosti má každý dle Rozehnalova názoru právo volby umění a zábavy, které chce konzumovat či vytvářet. E. Tabery považuje za zřejmé, že skupina nemá být zakázána, neb nedělá nic protiprávního. Případný zákaz by posílil pocit vyloučení a výjimečnosti.

## Tvorba

### Texty a hudba

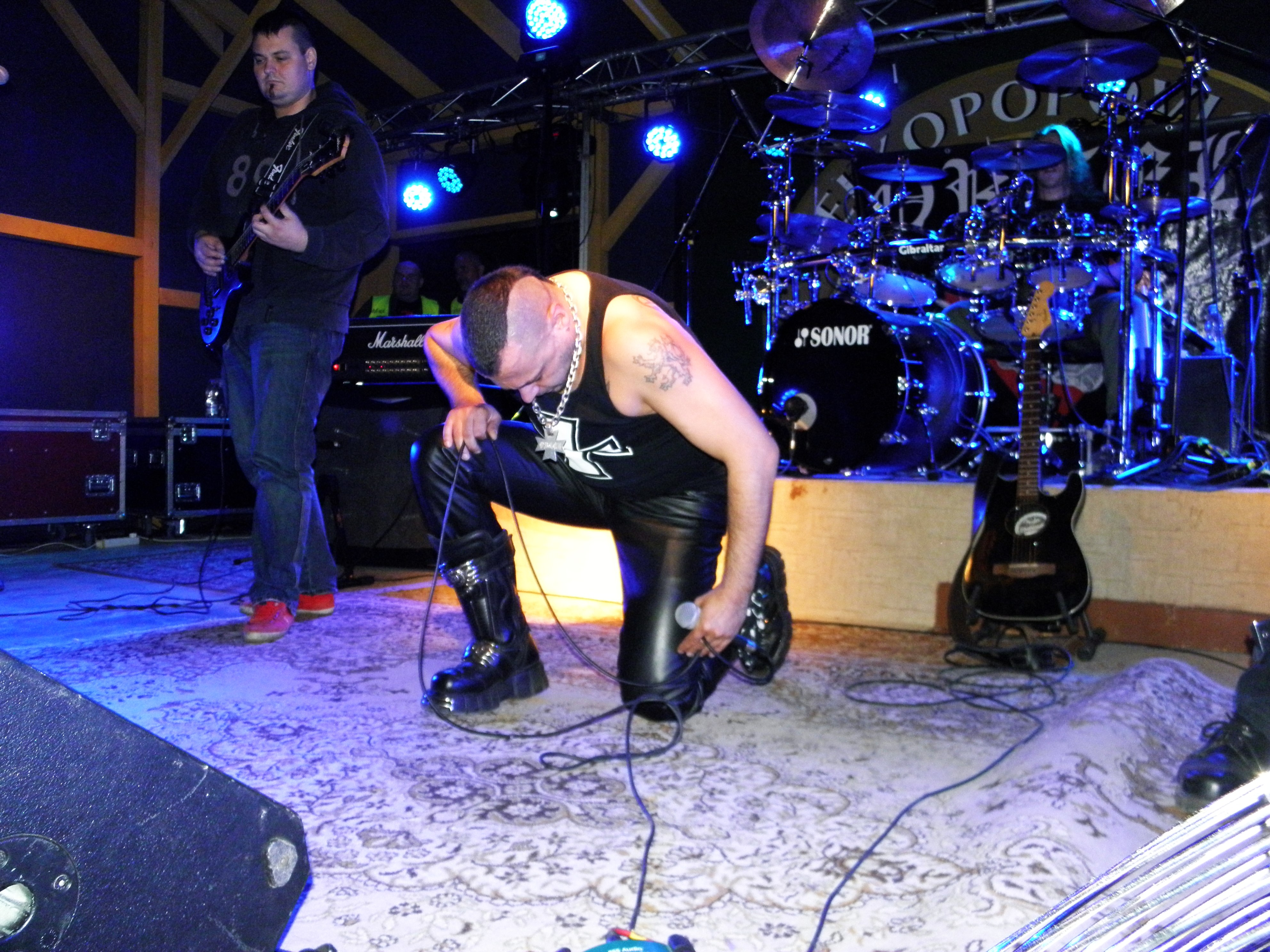
Tomáš Ortel a Karel Vávra

Hudební kritici vnímají písně Ortelu jako hudebně a textově primitivní, konstatují též muzikantskou nedostatečnost členů. Např. hudební publicista Petr Korál zhodnotil tvorbu skupiny jako myšlenkově rozbředlou a hudebně plytkou. Nejprimitivnější tancovačkový bigbít s povrchně vlasteneckými texty s latentním hraním na strunu rasové a náboženské nesnášenlivosti vnímá jako laciný a trapný. Hana Langrová, hudební redaktorka Deníku.cz, charakterizuje tvorbu jako silná slova, čtyři akordy, patetické texty umocněné naléhavým hlasem a intonací zpěváka, což shrnuje jako politický folk v metalovém kabátě.
Texty písní skupiny jsou mnohoznačné, kritizují např. náboženské a etnické menšiny až se často nesou ve smyslu nenávisti vůči některým skupinám osob, jsou považované za xenofobní a silně ideologické. Podle kritiků Ortel svými texty podporuje protiislámské nálady, dle Ondřeje Štindla jsou primitivně šovinistické texty přímo proti islámu zaměřené, též dle Milana Menčíka z Musicserver.cz jsou protiislamistické a protiuprchlické. K. Novotná připomíná zbrojení proti homosexuálům. Zaměřením textů na sociální tematiku se skupina snaží zaujmout nespokojené občany. Viliam Buchert vidí texty naopak jako často jednoznačnější, někdy provokující, hrající si se symboly a metaforami, štípající do otázek řešených českou společností. V porovnání s mnoha rapery nepovažuje texty za nijak zvláštní a vyhraněné a při srovnání s extrémy v USA, Anglii či Německu dokonce za hodně umírněné. Josef Martínek považuje texty písní za „pseudoposelství“, podle Jana Vedrala jde o promyšlenou stylizaci a provokaci na hraně extremismu a podle Josefa Boušky si frontman dává záležet, aby se texty vešly do zákonných mezí. Podle Erika Taberyho spojuje Ortel s jeho fanoušky hněv a proto jim stačí spolu mluvit v náznacích. Politolog Josef Mlejnek řadí Ortel pro jejich texty do žánru, který nazval antiimigrační či xenofobní politická píseň. Podle hudebního publicisty Pavla Klusáka představují texty „líné uvažování, sázku na neznalost a spoléhání na to horší v lidech“, považuje je za snadné vyhovění instinktům masy ve formě ultraprimitivního hledání obětního beránka. Klusák si všímá i chatrné češtiny, dle Ondřeje Bezra autor textů neumí za mák česky.
Karel Veselý upozorňuje na paradox, kdy fanouškové skupiny nepovažují texty za kontroverzní, ale za „pravdu, kterou nikdo nechce slyšet“, přestože se texty svou podstatou neliší od vyjádření prezidenta či ministra financí. Dle Veselého se rocker Tomáš Ortel postavil do pozice lidového hrdiny pohádek, který přispěchá na pomoc porobenému lidu, kdykoliv je to potřeba.
V hudbě Ortelu nachází V. Buchert inspiraci rockem, popem i folkem, výsledek však považuje za nesourodou a nevyrovnanou směs. Dle D. Balšínka produkuje Ortel rytmické tříakordové zvuky, dle K. Veselého jde o „dechno-rock“. J. Martínek hodnotí průměrné bigbítové písně jako vhodné leda na vesnické zábavy a považuje proto za příčinu úspěchu skupiny texty. O. Mrázek nepochybuje, že skupina se neproslavila zpěvem, natož hudbou, ale jen xenofobními a rasistickými texty.

### Diskografie
- Nevinnej (2007)
- Co se to stalo (2009)
- Ideje (2010)
- Problém (2012)
- Mešita (2013) – Motivem alba je islám a jeho vliv na evropskou kulturu.[7]
- Defenestrace (2014)
- Zůstaň mým domovem (2015)
- Pochodeň (2017)

### Známé skladby

#### Mešita
Titulní skladba ze stejnojmenného alba se stala nejznámější písní skupiny. Videoklip na serveru YouTube dosáhl na začátku listopadu 2014 téměř miliónu zhlédnutí, na začátku prosince 2015 2,8 miliónu zhlédnutí a po prvním prosincovém týdnu přes 3 milióny zhlédnutí.

#### Hadr
Skladbu z prvního alba Nevinnej si přisvojila za svoji hymnu Dělnická strana, později Dělnická strana sociální spravedlnosti.

## Koncerty
V září 2011 koncertoval Ortel v Českém Krumlově se skupinami Orlík Revival a Gabreta pod dozorem policie. Členové plzeňské Gabrety působili dříve v neonacistické skupině Imperium.
Na jaře roku 2016 vystupovala skupina na koncertním turné nazvaném „Megakoncert Ortel“. Na jednotlivých koncertech, které trvaly téměř šest hodin, kromě Ortelu vystupovala vždy trojice hostů. Hostovali Aleš Brichta, Nová Růže s Vilémem Čokem, Alkehol, Big Dog, Unisono s Petrem Štěpánkem či Henych. První koncert se konal 8. dubna v Domě kultury v Liberci, následovalo dalších pět zastávek, 16. dubna v Havlíčkově Brodu, 23. dubna v Kladně, 6. května v Mladé Boleslavi, 13. května na výstavišti Flora v Olomouci a 25. června v Hradci Králové. Plánované říjnové koncerty v Ústí nad Labem a Ostravě byly zrušeny. Další Megakoncert je oznámen na 23. června 2017 v areálu U Letců v Hradci Králové.

## Ankety a ocenění

### Anketa Český slavík

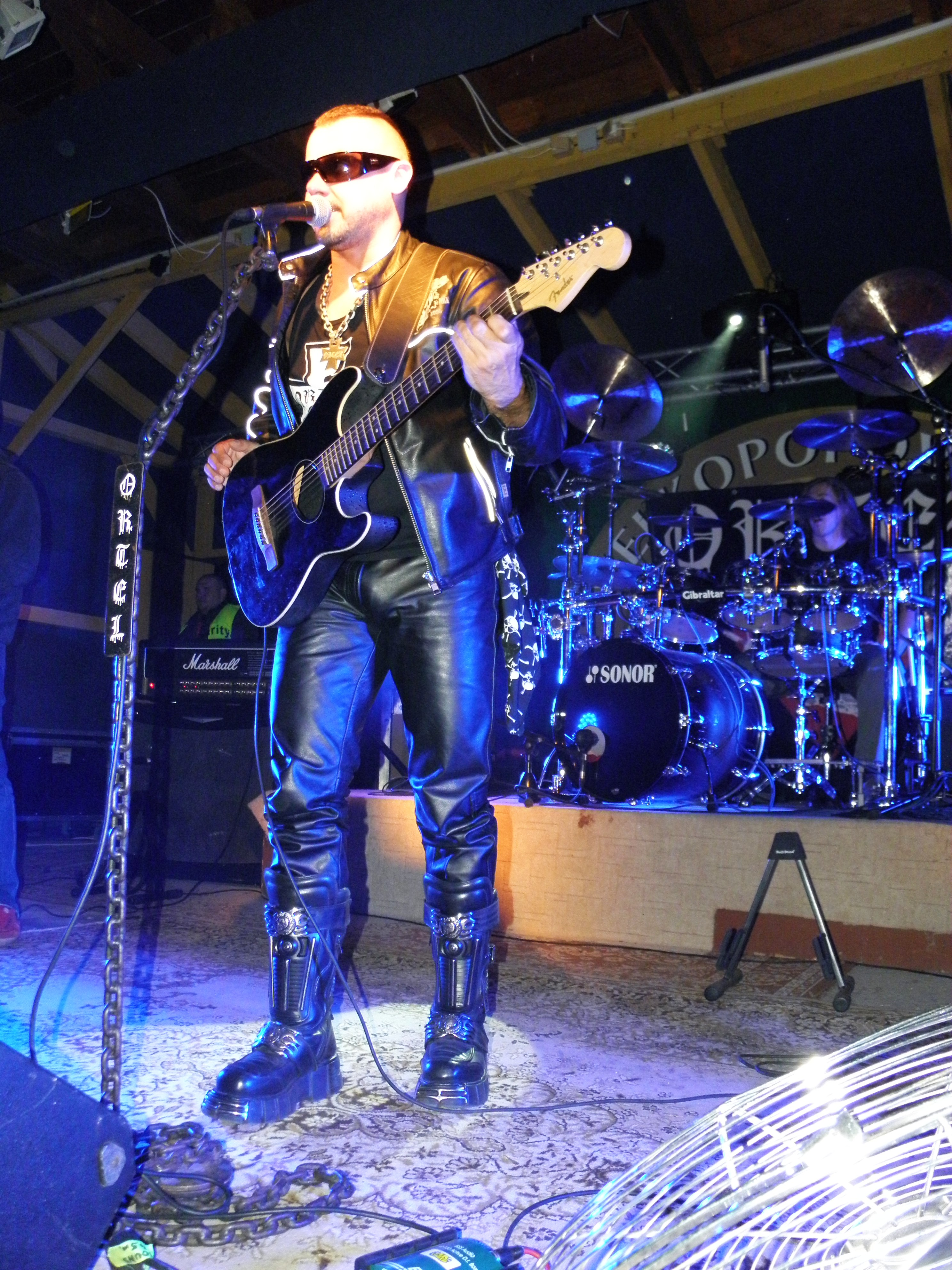
Tomáš Ortel

V Českém slavíku Mattoni 2012 skončil Ortel v kategorii skupin na 167. místě a v následujícím ročníku se umístil v kategorii skupin na 105. místě, zatímco Tomáš Ortel mezi zpěváky na 126. místě.
O rok později se jméno kapely objevilo již v tiskové zprávě o průběžném stavu hlasování a to mezi deseti nejoblíbenějšími skupinami. Nakonec se Ortel v Českém slavíku Mattoni 2014 umístil mezi skupinami na čtvrtém místě s počtem 11 838 bodů, Tomáš Ortel mezi zpěváky na 39. místě s 949 body. Zástupce pořadatele ankety vyjádřil přesvědčení, že hlasy skupině nejsou zmanipulované. Podle Viliama Bucherta z Reflexu však nominace vyplynula z údajné kontroverznosti skupiny než z její pouze průměrné hudby, Václav Hnátek umístění skupiny později připsal disciplinovanosti fanoušků. Josef Martínek z iREPORTu podotýká, že před soutěží znalo kapelu spíše jen tvrdé jádro fanoušků, díky umístění v soutěži a rozruchu ji objevila širší veřejnost. Jeho slova nepřímo potvrdil Tomáš Ortel, když o rok později uváděl nárůst návštěvnosti na koncertech.
O rok později na Českém slavíku Mattoni 2015 se ve stejné kategorii skupina Ortel umístila již na druhém místě s 27 062 body. Lídr skupiny poděkoval fanouškům, kteří nedali na „štvavou kampaň, i když my sem asi ani nepatříme.“ V kategorii zpěváků získal Tomáš Ortel třetí místo s 16 472 body, přičemž scházelo necelých 500 bodů k předstihnutí druhého Tomáše Kluse a naopak o necelých tisíc hlasů odsunul na čtvrté místo Daniela Landu. Při přebírání prohlásil, že vůbec netuší, co má s oceněním dělat. V rozhovoru T. Ortel prohlásil, že skupina fanoušky nenabádala na Internetu k hlasování. Někteří hudební odborníci upozornili, že hlasování mohlo být ovlivněné strachem z imigrantů a islámu, resp. nenávistí a nasměrovanou frustrací části obyvatelstva. Spisovatelka Petra Hůlová chápe úspěch skupiny jako reakci fanoušků na slovní ponižování od „tábora tolerantních“. K zaslání hlasů skupině i Tomášovi Ortelovi jako protestní volbě vyzvala nacionalistická strana Národní demokracie, výzva následně zaplavila sociální sítě. Podle politologa M. Mareše sledují neonacisté dobrým umístěním Ortelu v anketě oslovení nových voličů a dobytí veřejného prostoru pro tuto část politického spektra. Pavel Klusák přičetl úspěch skupiny poklesu zájmu o Slavíka a invazi početné internetové komunity, která je schopná se na webu svolat, do prostředí tradičních hlasujících ze starší televizní generace, obdobně K. Veselý píše o facebookové kampani jako spravedlivém vítězství vysmívaných a přehlížených. D. Balšínek nepovažuje fenomén Ortelu za nový, jde jen o „hodně zmutovanou a směšnější obdobu“ skupiny Orlík Daniela Landy.
V ročníku 2016 se skupina znovu umístila na druhém místě, když získala 20 245 bodů (o 2720 bodů méně než první skupina Kabát), Tomáš Ortel se umístil na druhém místě mezi zpěváky s 16 432 body, s relativně velkým odstupem za Karlem Gottem. Podle V. Hnátka k úspěchu Ortelu přispělo nejen množství lidí chodících na koncerty, ale aureola opozice proti všem, frustrace z politického vývoje a snaha to zatuchlé soutěži a popovým zombie nandat.

### Hudební ceny Žebřík
Ve 24. ročníku hudební ankety Žebřík 2015, výroční ceny časopisu REPORT, jejíž výsledky byly vyhlášeny v Plzni, označili hlasující skupinu Ortel „průserem roku“. Získanými hlasy předstihla televizní hudební soutěž Superstar a anketu Český slavík.

## Odezva médií, hudební scény a veřejnosti

### Český slavík
Úspěchů skupiny v anketě Český slavík si opakovaně všímala média, vyvolaly společenský rozruch i kritiku.

#### 2014
Pořadatel Musica Bohemica zvažoval vyloučení skupiny, nakonec ji v anketě ponechal.

#### 2015
Několik týdnů před vyhlášením výsledků ankety v roce 2015 vládla kvůli účasti Ortelu dusná atmosféra. Spekulovalo se o vyřazení skupiny, neboť pravidla umožňují vyřadit soutěžící porušující dobré mravy. Dle pořadatele Musica Bohemica se však v soutěži hodnotí obdržené hlasy, nikoliv pověst kapely či jaké má fanoušky, přičemž při podezření z porušení zákona zváží zásah dle pravidel. Pořadatel na základě právní analýzy a vyjádření experta na extremismus došel k závěru, že skupina neporušuje pravidla ankety, ani zákony ČR. V počátku hlasování fanouškům skupiny přicházely po zaslání hlasu zpět zprávy s chybovou zprávou nebo jim nepřicházela žádná potvrzovací zpráva, což chápali jako zmanipulování hlasování. Zástupce pořadatele následně potvrdil technickou chybu, která ale neměla vliv na hlasování, a připomněl upuštění od zasílání potvrzovacích zpráv.
Následný úspěch Ortelu mnohé překvapil, dobré umístění vzbudilo pohoršení. Kritizoval jej Daniel Landa, když skupinu označil za moc radikální a usilující jen o snadné získání fanoušků. Tomáš Klus, který se umístil v kategorii Zpěvák druhý před T. Ortelem, poděkoval na Facebooku za hlasy, které přispěly k tomu, aby Slavíka neovládla krajní pravice. Naopak Josef Vojtek, frontman vítězné skupiny Kabát, se Ortelu zastal, protože by každému mělo být umožněno zpívat to, co cítí. Ortelu se zastala i zpěvačka Hana Zagorová, která v textech skupiny nenašla nic pohoršujícího, naopak s některými věcmi musela souhlasit. Při předávání ceny tleskal Ortelu plný sál Státní opery, někteří hosté se následně omluvili s tím, že neznali kapelu ani její texty. Přívětivou reakci hudebníků v sálu kritizoval František Táborský ze skupiny Chinaski na svém profilu na Facebooku. Na potlesk i ocenění skupiny vášnivě reagovala veřejnost na sociálních sítích, neboť podle mnoha lidí měla být skupina vyřazena. Agentura Musica Bohemica, pořadatel soutěže, uvedla, že při posuzování regulérnosti hlasování nenašli důvod do hlasování zasáhnout a kapelu vyřadit, též připomněla, že anketa nevytváří populární hudbu, je jen jejím odrazem stejně jako odráží nálady v naší společnosti. Hudebník Michael Kocáb považuje úspěch skupiny za doklad nebezpečného posunu v české společnosti, kdy se radikalismus více prosazuje do mainstreamového politického smýšlení. Umístění Ortelu se promítlo do zájmu o skupinu a lídra na České Wikipedii, když krátce mnohonásobně vzrostla návštěvnost tehdy společného článku.
Na účast Ortelu v přímém televizním přenosu z předávání cen Český slavík 2015 si u Rady pro rozhlasové a televizní vysílání stěžoval nejen poslanec Jan Chvojka z ČSSD, který problém spatřoval v poskytnutí prostoru skupině podporující xenofobii, antisemitismus a obecně nesnášenlivost. Rada přijala celkem deset stížností, nicméně neshledala účast kapely Ortel za nezákonnou. Samotná televize Nova na účasti skupiny či zpěváka neviděla nic špatného. V lednu 2016 zveřejnili hackeři z neonacistického webu White Media soukromé e-maily Jana Chvojky, přičemž čin označili jako odplatu za jeho stížnost na vystoupení nacionalistické skupiny Ortel.
Viktora Stoilova, majitele nakladatelství TORST, rozčílilo, že na ocenění Ortelu nikdo nereagoval, a rozhodl se neúčastnit dalšího ročníku soutěže Magnesia Litera, pokud se společnost Karlovarské minerální vody, sponzor obou soutěží, od skupiny Ortel nedistancuje. Na začátku prosince vyzvalo devět českých spisovatelů společnost Karlovarské minerální vody k distancování od Tomáše Ortela a skupiny Ortel, podle jejich názoru společnost svým mlčením Ortel legitimizuje. Na Facebooku vznikla ve stejné době akce „Mattoni už není pro mě“ vyzývající z obdobných důvodů k bojkotu minerálek Mattoni během prosince 2015. Generální ředitel KMV Alessandro Pasquale v reakci vyloučil, že by se firma ztotožňovala s rasistickými či xenofobními názory. Vysvětlil také, že partnerstvím s anketou vyjadřuje firma podporu pouze celé české hudební scéně, nikoliv konkrétnímu interpretovi, a že postavení generálního partnera ji nedává právo ovlivňovat výsledky či pravidla ankety. Vysvětlení uspokojilo většinu spisovatelů a nakladatelů, jen nakladatelství TORST své knihy do soutěže nepřihlásilo.

#### 2016
Na galavečer Českého slavíka v roce 2016 v Hudebním divadle Karlín nepřišel cenu za nejstreamovanější skladbu roku osobně převzít Ben Cristovao právě kvůli Ortelu. Předávání ocenění skupině Ortel doprovázel kromě všeobecného potlesku i pískot. Při následném vyhlášení Tomáše Ortela, kdy většina publika tleskala, se zvedl Radek Banga spolu s manželkou, začali pískat a na protest proti Ortelu odešli ze sálu. Ve svém vyjádření na facebookovém profilu uvedl, že umrlčí lebky se zkříženými hnáty a českým lvem na čele, které měli na košilích členové Ortelu na pódiu, považuje za zjevnou propagaci nacismu, neboť umrlčí lebky (bez lvů) byly jedním z hlavních symbolů jednotek SS. Tomáš Ortel v reakci pro deník Právo označil lebku na košilích za logo kapely, které značí jen odkaz našich předků bojujících za naši zem. Později pro rádio Impuls upřesnil, že jde o výňatek z praporu československých legií. Záměnu s nacistickými symboly označil za naprostý nesmysl a účelově vyvolanou propagandu. Novinář Jan Čáp připomněl dřívější užívání symbolu piráty. Bangův příspěvek podpořilo na Facebooku zhruba 20 tisíc lidi, z více než 7 tisíc komentářů tvořily podstatnou část rasistické reakce, urážky, výzvy k odchodu z ČR či výhrůžky včetně hrozby smrtí (pověšením, plynem nebo Cyklonem B), podle redakce TÝDEN pocházejí převážně od fanoušků skupiny. Obdobným útokům čelí i server Romea.cz, který zveřejnil Bangovy názory. Jelikož autoři takových komentářů mohli spáchat až tři trestné činy, prověřuje situaci Policie ČR.
Někteří další umělci při předávání ceny Ortelu netleskali, náznakem později protestoval zpěvák Pekař, když při přebírání ceny prohlásil: „Slavík je super, ale mohlo by to být lepší, kdyby tu nebyli lidi, kteří tu podle mě být nemají.“ Herečka Iva Pazderková předávala bronzového Slavíka v kategorii skupin a dle svých slov pořadatele dopředu upozornila, že případnou cenu T. Ortelovi nepředá. Při ocenění Tomáše Ortela ze sálu odešla, protože nezvládla úspěch někoho, kdo podporuje segregaci, černobílý pohled a přes svá opačná tvrzení rozděluje společnost. Dále odešli moderátor Jan Tuna, zmíněný zpěvák Pekař s manažerem či manažer Filip Šmíd. Bývalá moderátorka televize Nova Emma Smetana kritizovala výběr záběrů pro vysílání přímého přenosu, neboť při projevech T. Ortela nebyly vůbec vidět výrazy hvězd v sále, což je podle jejího názoru a zkušenosti se stanicí záměrné vyhnutí se konfliktu. Stejně tak si O. Konrád povšiml, že na záběrech nebyl vidět odchod protestujících, dle M. Prosta televize hrdinsky snímala místo publika pódia, aby odpor v sále nenarušil pietu večera. K anketě se vyjádřilo i Sdružení Československých Romů v Kanadě, které odmítlo xenofobní skupinu či jinou xenofobní tvorbu jako součást českého showbyznysu a společnosti.
Pořadatel Musica Bohemica kritiku účasti Ortelu odmítl, protože by nechtěl být nařčen jako v případě rapera Řezníka z cenzurního zásahu, zároveň rozhodlo i stanovisko experta, který o rok dříve odmítl, že by texty Ortelu porušovaly zákon. Vysílací rada opět obdržela jednu stížnost na odvysílání pořadu Český slavík Mattoni kvůli přítomnosti kapely Ortel, ale stejně jako v roce 2015 neshledala žádné porušení zákona a stížnost zamítla. Občanští členové vládní rady pro romské záležitosti vyzvali osobnosti veřejného života, aby vzhledem k opakovanému umístění skupiny Ortel na druhém místě ankety Český slavík projevily veřejně svůj postoj ke skupině, která je podle nich napojená na extrémní pravici. Hudební žurnalista O. Konrád v souvislosti s úspěchem Ortelu připomněl, že anketa dávno neodráží vývoj populární hudby jako při svém vzniku, ani úspěch v ní není prestižní, ale že po roce 1989 ztratila glanc i smysl, veřejnost ji nebere vážně a je na čase ji tiše zrušit.
Umístění Ortelu v ročníku 2016 a rozruch, který následoval, se projevil i v dotazech na internetové vyhledávače. Podle Seznam.cz zaznamenaly dotazy „Ortel stříbrný slavík“ a „Tomáš Ortel“ společně v listopadu 2. největší nárůst oproti předchozímu měsíci v kategorii „Zprávy a kauzy“. Dotazy „Ortel stříbrný slavík“, „Ortel“ a „Ortel písničky“ společně zaznamenaly i 4. největší meziroční nárůst ve stejné kategorii.

### Hudební scéna
Někteří hudebníci odmítají vystupovat na stejných hudebních akcích či scénách jako skupina Ortel, popřípadě pořádají ve stejných časech alternativní koncerty. Vzniklo také několik skladeb, ve kterých se proti Ortelu vymezují či tvorbu Ortelu parodují.
Skupina Skyline zrušila v září 2015 svůj koncert v pardubickém klubu Hobé music hall, který pořádal i koncert Ortelu. Proti stejnému listopadovém koncertu Ortelu protestovali pardubičtí občanští aktivisté uspořádáním alternativního koncertu skupin Donrvertr, Terne Čhave a Most Wonky ve stejný čas v Doli klubu.
V únoru 2016 David Koller vzkázal majitelům a dramaturgům klubů, ve kterých se konají koncerty Ortelu z turné Megakoncert, že u nich již nebude vystupovat. Krátce poté se firma smsticket s.r.o., která lístky na koncerty turné prodávala, rozhodla celý výtěžek z jejich prodeje věnovat na dobročinnost související s integrací uprchlíků. Zároveň požádala pořadatele koncertů Libora Šímu, aby další koncerty skupiny přes jejich síť nedistribuoval. Svoji účast na tachovském festivalu Tarock zrušila kvůli vystoupení Ortelu numetalová skupina Cocotte Minute a další interpret. V březnu obdobně odmítla vystoupit skupina Pipes and Pints na květnovém festivalu „Delikvent Mazec Fest 2016“ na hradecké scéně U Letců, festival tvrdé muziky s více než padesáti hudebními skupinami byl kvůli Ortelu zrušen.
K březnovému koncertu Ortelu v kulturním domě ve Frýdku-Místku, který byl později diskutován pro hajlování fanoušků v předsálí, byla regionálními rockovými a punkovými kapelami Plyš, Dysurie, Ajdontker, No Doe a Fell on Mad Days připravena v restauraci Sokolík alternativní hudební akce „Světlá stránka věci.“
V létě 2016 dvojice Voxel a Pokáč parodovala píseň „Mešita“, asi nejznámější skladbu Ortelu. Svou verzi dvojice nazvala „Kebaby“ a v jejím závěru umístili heslo „Xenofobii v ČR nechceme“. Ve stejné době se proti šiřitelům nenávisti včetně skupiny Ortel vymezila ve skladbě „Fuck Off“ rapová skupina Peneři strýčka Homeboye. Básník a písničkář Jakub Čermák alias Cermaque napsal v reakci na úspěch Ortelu v roce 2015 píseň „Ortely“. Skladbu o strachu, o zmatení jazyků, o rozdělené společnosti, ale i o naději se o rok později – po opakovaném úspěchu skupiny v anketě Česká slavík – rozhodl zařadit na připravované album Neboj.
Pro xenofobní a homofobní texty vymazal server Bandzone profil skupiny z databáze.

### Veřejnost
Část veřejnosti odmítá koncerty Ortelu, které jsou pořádané veřejnými institucemi či se konají v prostorech jimi vlastněnými, s poukazem na nevhodnost podpory skupiny s xenofobními texty a možné bezpečnostní riziko vyplývající z účasti pravicových extremistů. Zaznamenán byl i vandalský útok, který mohl být pokusem koncert překazit.

#### Distancování Plzně 2015
V plzeňském pivovaru Groll vystupoval Ortel 19. června 2015, což byl termín vyhrazený pro konání akce Živá hospoda, součásti projektu Plzeň – Evropské hlavní město kultury 2015. Společnost Plzeň 2015 zaštiťující celý projekt se od koncertu, který nahradil avizované vystoupení folklórní kapely, plně distancovala pro spojení skupiny s pravicovým extrémismem.

#### Protest proti koncertu v Počátkách
Na začátku září 2015 se měl konat v městské sokolovně v Počátkách na Pelhřimovsku koncert skupiny. Vedoucí Kulturního zařízení města Počátky L. Marková si skupinu zvolila z více skupin podle nejnižšího honoráře a pozvala. Proti koncertu se postavila část obyvatel včetně některých zastupitelů města a sepsali petici za zrušení koncertu. Předseda Senátu Milan Štěch, senátor za obvod Pelhřimov, vybídl město Počátky, aby se na podobných akcích nepodílelo; podobně reagoval i senátor Václav Láska. Oba senátory nemile překvapilo, že skupina s extremistickými texty vystoupí na akci placené z rozpočtu města. Radnice od pořádání koncertu upustila, ale Kulturní zařízení pronajalo sokolovnu přímo skupině, která koncert uspořádala sama. L. Marková sepsala protipetici, aby město nebránilo konání koncertu. Petice proti koncertu podepsalo 300 petentů, protipetici pro konání koncertu pak 463 petentů. O koncert byl velký zájem, 250 lístků uvolněných do předprodeje bylo rychle vyprodáno, dle L. Markové i z důvodu publicity o petici odpůrců. Koncert pro přibližně 300 diváků proběhl pod policejním dozorem bez problémů.

#### Vandalský útok v Březolupech
V sobotu 9. ledna 2016 měl proběhnout koncert skupiny ve víceúčelové hale v Březolupech na Zlínsku. V noci na pátek 8. ledna neznámý vandal rozbil okno a do haly nalil kyselinu isovalerovou. Škoda na vybavení haly byla odhadnuta na čtyři tisíce korun. Zmíněná kyselina se projevuje intenzivním, velmi nepříjemným zápachem, používá se k zapuzení zvěře a nelze ji snadno odstranit. Hrozilo, že koncert skupiny bude přesunut do jiných prostor či zcela zrušen, nakonec však proběhl pro více než pět set lidí v zapáchající hale. Vandalský čin byl dáván starostou obce, organizátorem akce i médii do souvislosti s koncertem Ortelu a připisován odpůrcům skupiny.

#### Řípská pouť
Na konci února 2016 se v regionálních médiích Litoměřicka objevila informace, že na dubnové Řípské pouti konané pod horou Říp u Krabčic vystoupí skupina Ortel. Doprovázelo ji upozornění na petici proti vystoupení kapely, jejíž organizátoři argumentovali určením poutě pro rodiny s dětmi a dospívající mládež, nikoliv pro příznivce xenofobie a nenávisti. Na počátku března uváděli organizátoři petice její podporu několika stovkami lidí, starosta Šimáček informoval o posílení zajištění bezpečnosti pouti, přestože mu nebyl znám žádný konflikt při vystoupeních skupiny. Starosta pořadatelské obce Jiří Šimáček zprvu uvedl, že Ortel zvolili pro úspěch ve Slavíkovi. Zároveň odmítl, že by v textech písní cítil náznaky rasismu, podle něj probouzejí národní hrdost. Redaktorce Českého rozhlasu však starosta v březnu vysvětlil, že skupinu neposlouchal, vybral ji jen podle počtu zhlédnutí, protože vycházel z ekonomického hlediska, aby pouť přinesla obci co nejvíce peněz. Na vystoupení Ortelu trval, s organizátory petice se před konáním nesešel. Organizátor petice Adam Šenk poslední den petiční akce připomněl, že cílem není Ortel zakazovat, jen upozornit na nevhodnost jejich zvaní na akce. Petice, kterou podepsalo 629 petentů včetně pouhých 4 obyvatel Krabčic, neuspěla. Koncert Ortelu v neděli 24. dubna proběhl, dle starosty Krabčic se vystoupení pro přibližně čtyři tisíce diváků obešlo bez incidentů. Podle Litoměřického deníku koncert Ortelu přilákal stovky příznivců skupiny, jiné návštěvníky skupina spolu s chladným počasím odradila.

#### Výtržnost v baru s fanoušky skupiny
Do baru v Orebitské ulici na pražském Žižkově byla 19. března 2016 večer neznámým pachatelem vhozena dýmovnice. Čin, po kterém dvojice hostů potřebovala ošetření pro nadýchání kouře, je bulvárními médii spojován s odporem vůči skupině, neboť v baru se po skončení koncertu Ortelu v hale na Kolbence sešli fanoušci skupiny.

#### Nesouhlas s Megakoncertem v Liberci
Megakoncert Ortelu v dubnu 2016 v Liberci vyvolal odpor a probudil emoce, na koncert reagoval i hudebník David Koller (viz výše). Ředitel soukromé společnosti Dům kultury, která pronajímala sál pořadateli koncertu, obdržel vedle otevřeného nesouhlasného dopisu J. Mydláře velké množství dotazů na důvod, proč vystoupení skupiny umožňují. Megakoncert v Mladé Boleslavi se měl odehrát v tamním Domě kultury 6. května 2016. Spolek Téma dne proti konání koncertu protestoval z pozice etiky, protože veřejné orgány by neměly takovým skupinám dávat prostor, neboť se tím stávají odpovědné za radikalizaci společnosti. Kultura města Mladá Boleslav, společnost plně vlastněná městem, se rozhodla dodržet smlouvu uzavřenou s pořadatelem a koncert nezrušila, protože skupina Ortel není zakázaná a protože ctí svobodu slova. Přesun zrušeného Megakoncertu z Prostějova na olomoucké Výstaviště Flora vyvolal odpor, neboť pavilon A je v majetku města. Internetovou petici požadující zabránění konání koncertu podepsalo přes 800 petentů, koncert však proběhl.

#### Protest proti koncertu v Mostku
Ortel měl v červenci vystoupit na Habřinka Revival Festu v Českých Libchavách. Organizátor jej naplánoval jako v předchozích ročnících na fotbalové hřiště v majetku obce, avšak bez zajištěného pronájmu a též bez vědomí a souhlasu obce. Zastupitelé následně konání koncertu na hřišti těsně odmítli. Koncert byl následně přesunut do Mostku u Chocně. Proti konání koncertu v Mostku vznikla internetová petice, kterou podepsalo přes 100 petentů. Tříhodinový koncert proběhl 9. července pod dohledem Policie ČR bez narušení veřejného pořádku za účasti přibližně 700 posluchačů.

#### Protest v Novém Boru
Koncertu v Novém Boru 30. září 2016 předcházelo vyvěšení velkoformátové grafiky přes polovinu billboardu obchodního řetězce na průčelí kulturního domu, v jehož sále se koncert konal. Na bílém plátně byl charakteristický účes Adolfa Hitlera a nápis „Ortel? Ne, děkuji!“ stylizovaný jako úzký knírek. Dílo bylo majitelem reklamní plochy sejmuto po několika hodinách.

#### Otevřený dopis za zrušení koncertu v Heřmanově Městci
V listopadu 2016 vyzval student politologie Jakub Novák otevřeným dopisem zastupitele Heřmanova Městce, aby zrušili prosincový koncert Ortelu v městem vlastněné Sokolovně. Upozornil též na nevhodnost koncertu skupiny, která spolu s některými fanoušky zastává antisemitské postoje, v místech bývalého židovského města a poblíž synagogy. Město zrušení odmítlo, protože nepovažuje za vhodné, aby rada města určovala, kdo může a kdo nemůže koncertovat.